# Джорджія у моїх думках
Джорджія у моїх думках (англ. Georgia on My Mind) — науково-фантастична повість Чарльза Шеффілда. 1993 року твір одержав премію «Неб'юла», а 1994 — премію «Г'юго» за найкращу коротку повість.
Повість містить дві наріжні теми: овдовіння та пошуки легендарного Беббіджського комп'ютера. Під «Джорджією» у назві твору розуміється острів Південна Джорджія, що лежить на північ від Антарктиди.

## Історія написання
У грудні 1991 року, під час ланчу з Стеном Шмідтом та Тіною Лі, які працювали в журналі «Analog», Чарльз Шеффілд пообіцяв своїм колегам написати коротку повість на 10,000 слів та навіть дав їй назву — «Джорджія у моїх думках». Письменник закінчив роботу над твором 31 грудня 1991, а повість містила 17,000 слів, замість обіцяних 10,000.

## Сюжет
Оповідач — науковець у сфері комп'ютерних наук — отримує листа від свого колишнього колеги Білла Ріглі, що повідомляє про знахідку компонентів аналітичної машини Беббіджа, яку створили в сільській місцевості Нової Зеландії в середині XIX століття. Прилетівши до Нової Зеландії, оповідачу показують комп'ютер, який разом із науковими кресленнями та щоденником знайшли під одним із фермерських будинків неподалік від Данідіна. Щоденник містить записи якогось Л. Д., що перебуває в любовних стосунках з кимось, хто має такі ж ініціали. Оповідач починає читати журнал, що криє в собі розповіді Люка Дервента, який, одружившись зі своєю зведеною сестрою Луїзою Дервент, разом із дружиною здійснює подорож до Нової Зеландії. В той час як Луїза будує аналітичну машину, Люк з допомогою маорійських гідів досліджує Південний океан. На одній з таких дослідницьких експедицій, Люк зустрічає істот, яких маорійці називають «холодні люблячі люди». Незважаючи на те, що ці створіння не мають людиноподібної зовнішності, вони розумні та мають дивовижні механізми, а також добре розвинену медицину. Луїзу підкошує важка хвороба. Люк вирішує відвести Луїзу до «холодних люблячих людей», аби ті її зцілили. Білл показує оповідачу Люкові малюнки тих створінь, що схожі на павуків та мають метр заввишки. Луїза назвала їх «гетероморфами». Оповідачу та Біллу, використавши інформацію з Люкового щоденника, вдається вичислити базу гетероморфів, що знаходиться на острові Південна Джорджія. Вони планують здійснити дослідницьку місію з надією випередити кількох інших команд, які також дізналися про таке відкриття.